# A Morte de Ivan Ilitch
A Morte de Ivan Ilitch (em russo: Смерть Ивана Ильича, Smert' Ivana Ilyicha) é uma novela de Liev Tolstói, publicado pela primeira vez em 1886. Considerada uma das obras-primas da literatura, foi escrita logo após sua conversão religiosa do final da década de 1870, em que o velho escritor critica as convenções familistas e as aparências sociais, a superficialidade e a hipocrisia da alta sociedade.
"Geralmente classificado entre os melhores exemplos de novela", A morte de Ivan Ilitch conta a história de um juiz de alta corte e seus sofrimentos e morte por uma doença terminal na Rússia do século XIX.

## Personagens
- Ivan Ilitch (Ilitch é um patronímico; seu sobrenome é Golovin), um alto oficial considerado da Corte de Justiça, descrito por Tolstói assim: "Não era frio e meticuloso como o seu irmão mais velho, nem temerário como o caçula. Constituía o termo médio entre eles: uma pessoa inteligente, viva, agradável e decente." Ambicioso e galgando cada vez mais os postos da alta sociedade, à medida que a narrativa progride, ele torna-se mais e mais introspectivo, ponderando sobre sua doença agonizante e morte.
- Prascóvia Fiódorvna Michel é a antipática esposa de Ivan, caracterizada como egoísta e desinteressada pelas agonias do marido, exceto quando elas a afetam diretamente.
- Gerasim, jovem camponês, ajudante do mordomo dos Golovin. Cuida do patrão e o ajuda sem reclamar, estabelecendo com ele, durante sua doença, uma espécie de único vínculo verdadeiro.
- Piotr Ivanovich, colega de Ivan na faculdade de Direito e no Tribunal de Justiça, além de parceiro no jogo de uíste. Embora considerado o melhor amigo do protagonista, vai ao seu enterro não por vontade própria, mas por obrigação social, e ainda fica chateado por ter perdido o carteado com os colegas.
- Vladimir Ivánovitch, filho adolescente de Ivan.
- Lisa Golovin, filha de Ivan, tem 17 anos de idade. Os pais querem-na noiva do jovem Petrischev, o que termina por ocorrer, às vésperas da morte de Ivan.
- Petrishchev, noivo de Lisa.

## Enredo
O livro começa por narrar o velório. Depois, retorna no tempo para mostrar como Ivan Ilitch, um juiz respeitado, conhece a sua esposa, com quem se casa por dinheiro e pela sua beleza. Após lhe ser apresentada a proposta de se tornar juiz em outra cidade, Ivan Ilitch compra um apartamento para si, sua mulher e o casal de filhos que têm. Ivan muda-se primeiro e inicia as obras para decorar o apartamento da maneira que lhe agradava, mas cai e se fere na região do rim. Nesse ponto, Ivan Ilitch acredita ter contraído uma doença - que no entanto em momento algum é diagnosticada -, a qual gira sempre em torno de um rim ou intestino doente. Surge, então, a grande alavanca da narrativa: a continuidade da vida ou a morte.
À medida que o tempo passa, o ferimento agrava-se, até que a personagem atinge o ponto de não poder mais sair de casa: quando tenta ir trabalhar, não é mais capaz de desempenhar as suas funções adequadamente. Restrito ao ambiente familiar, passa a acreditar que em sua casa vive uma mentira, e que a sua família o esconde dos amigos. O seu único prazer é a companhia do filho, de apenas 14 anos, e de um criado seu, por entender que ambos jamais o enganariam.
Ivan Ilitch quer morrer, porque será o término da sua dor e da vida de mentiras em que acredita viver, mas o seu instinto de sobrevivência insiste em fazê-lo lutar pela vida, e ele interroga-se: "que tipo de vida quer ter?" O personagem inicia, então, um longo processo de busca pelo sentido da vida, durante o qual percebe terem sido poucos os momentos da sua existência que possuíam significado. Decisões, buscas, gestos, palavras, todas as respostas e necessidades foram-lhes impostas pelo meio social em que nasceu. Quando está prestes a morrer, despede-se da família.

## Repercussão
- Otto Maria Carpeaux: "A Morte de Ivan Ilitch é uma das obras mais comoventes e mais pungentes da literatura universal, talvez a obra-prima de Tolstói".
- Vladimir Nabokov: considerava-a uma das obras máximas da Literatura Russa.